# Otophidium dormitator
Otophidium dormitator är en fiskart som beskrevs av Böhlke och Robins, 1959. Otophidium dormitator ingår i släktet Otophidium och familjen Ophidiidae. Inga underarter finns listade i Catalogue of Life.